# Bill Olds
William Henry Olds, detto Bill (Kansas City, 21 febbraio 1951), è un ex giocatore di football americano statunitense che ha giocato nel ruolo di running back per quattro stagioni nella National Football League (NFL). Fu scelto nel corso del terzo giro (61º assoluto) del Draft NFL 1971 dai Baltimore Colts. Al college ha giocato a football all'Università del Nebraska dove vinse due titoli nazionali nel 1970 e nel 1971.

## Carriera professionistica
Olds fu scelto nel corso del terzo giro del Draft 1973 dai Baltimore Colts. Con essi rimase tre stagioni disputando 40 partite e segnando 5 touchdown su corsa e 4 su ricezione. Nel 1976 passò alla neonata franchigia dei Seattle Seahawks con cui disputò una sola partita prima di concludere la stagione e la carriera con i Philadelphia Eagles con cui giocò in 11 partite segnando un touchdown su corsa.

## Vittorie e premi
Nessuno

## Statistiche
| Partite totali         | 52  |
| Yard su ricezione      | 372 |
| Touchdown su ricezione | 4   |
| Yard su corsa          | 985 |
| Touchdown su corsa     | 6   |